# Bodo saltans

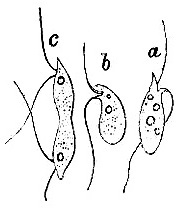
Bodo saltans, Illustration um 1900

Bodo saltans (veraltet auch Pleuromonas jaculans) eine Spezies freilebender, nichtparasitärer geißeltragender Protozoen aus der Klade der Kinetoplastida, die sich phagotroph („fressend“) von Bakterien ernähren. Sie ist die Typusart der Gattung Bodo und der sie enthaltenden Familie Bodonidae. Bodo saltans ist ein Kosmopolit, der sowohl in Süßwasser- als auch in Meeresumgebungen gefunden wurde und gehört zu den engsten freilebenden Verwandten der Parasiten aus der Ordnung Trypanosomatida (Erreger der Chagas-Krankheit und Afrikanischen Schlafkrankheit).
Bodo saltans wurde von Christian Gottfried Ehrenberg um 1830 als „hüpfende Schwanzmonade“ erstbeschrieben.

## Beschreibung
Bodo saltans ist ein einzelliger, nieren- oder bohnenförmiger Organismus mit einer Größe von etwa 4 bis 5 μm (Länge 5–8 µm lang, Breite 2–5 µm).
Er hat zwei ungleiche Geißeln (Flagellen), die beide aus einer vorderen Geißeltasche entspringen. Die kurze Geißel ragt nach vorne und trägt Flimmerhaare (Mastigoneme). Die andere Geißel ist lang und ohne Haare (acronematisch), sie ragt hinten und mit ihren 10–15 µm über die Länge der Zelle hinaus.
B. saltans kann sich mit dem Ende des langen, hinteren Geißel an das Substrat seines aquatischen Lebensraums anheften; bei dieser Anheftung erzeugt die kurze, vordere Geißel Fütterungsströme, während die Zelle unruhig um den Anheftungspunkt der hinteren Geißel herum schwankt und ruckelt.
Das ruckartige Verbiegen der hinteren Geißel führt zu einer zuckenden, hüpfenden Bewegung, die für diese Art charakteristisch und namensgebend ist.
Diese Art der Bewegung ähnelt dem sexuell übertragbaren Erreger Trichomonas vaginalis und kann zu einer falsch-positiven Diagnose führen, wenn Testproben durch B. saltans verunreinigt sind, insbesondere wenn eine nicht-sterile Kochsalzlösung verwendet wurde.
Die Mastigoneme der vorderen Geißel scheinen die Partikel zum Zellmund (Cytostom) zu treiben, während die Geißel schwungvolle Bewegungen ausführt, und die sich um den Cytostombereich windenden Lappen (englisch circumbuccal lappets ‚Wangenläppchen‘) fangen die Beute ein, die dann zum sog. Cytopharynx transportiert wird. Der Cytopharynx wird von acht Mikrotubuli gestützt, die sich dorsal (rücklings) über den Kinetoplasten hinaus erstrecken und vermutlich an der Nahrungsaufnahme beteiligt sind.
Das Geißeltierchen schwimmt auch frei vom Substrat, wobei es von der kürzeren Geißel angetrieben und um seine Längsachse gedreht wird, während die längere Geißel passiv und schleppend bleibt.
B. saltans wird selbst bejagt von Einzellern der Art Acanthocystis nichollsi (Centrohelida), zu seinen Fressfeinden gehören auch Flohkrebse der Art Cyllopus lucasii Spence Bate 1862 (Hyperiidea).

## Genetik und Phylogenie
Die Phylogenetische Analyse des mitochondrialen RNA-Editing-Prozesses und abgeleitete Proteinsequenzen in B. saltans legen nahe, dass sich die Gattung Bodo früh von der evolutionären Linie der anderen Kinetoplastida abspaltete und dass diese Art innerhalb der Ordnung Bodonida enger mit den Trypanosomatida verwandt ist als Spezies der Gattung Cryptobia.
Die Moleküle der mitochondrialen DNA in Eukaryonten sind in der Regel zirkulär, und bei der Replikation und Transkription helfen die Topoisomerasen.
Wie alle Kinetoplastida besitzt B. saltans ein einzelnes Mitochondrium mit dem vielleicht komplexesten Netzwerk aus mitochondrialer Kinetoplasten-DNA (kDNA).
Die kDNA besteht aus Tausenden zirkulärer DNA-Stücke, die alle für die korrekte Replikation des Organismus erforderlich sind. Diese zirkulären Gene ergeben ein sehr charakteristisches mitochondriales Genom, da einige der Gene nicht in vollständiger Form vorliegen und sich Fragmente auf mehreren Genomringen befinden.
Dies hat zur Folge, dass mitochondriale Gene für Topoisomerasen in großer Zahl vorhanden sind, was sie zu einem attraktiven Ziel genetischer Untersuchungen macht.
Die merkwürdige Sortierung der kDNA bedeutet aber einen erhöhten Schwierigkeitsgrad bei der Erstellung phylogenetischer Stammbäume unter Verwendung von kDNA.
Das genaue Verständnis der Funktionsweise der Topoisomerasen bei den Kinetoplastida kann aber mögliche medizinische Behandlungsweisen von Trypanosomen-Infektionen und Leishmaniose-Erkrankungen aufzeigen.
Die Analyse der Gensequenz für die Topoisomerase II (topo II) zeigt, dass die Entwicklungslinie zu B. saltans basal im Stammbaum der Trypanosomatida abzweigt.
Auch nach der Neudefinition der Gattung Bodo seit 2002 weist Bodo saltans eine immense genetische Vielfalt auf, und es ist wahrscheinlich, dass diese Art weiter aufgeteilt werden muss.
Andere Arten der Gattung wurden bis 2002 noch nicht molekularbiologisch untersucht.
Je mehr Untersuchungen über die Arten durchgeführt werden, desto mehr Änderungen werden wahrscheinlich auftreten.

## Endosymbiont
Parasitische Kinetoplastiden wie die Trypanosomatida haben Endosymbionten einige Male unabhängig voneinander erworben.
Überraschenderweise ernährt sich B. saltans nicht nur von Bakterien (je nach Art mit unterschiedlicher Präferenz), sondern beherbergt ebenfalls Bakterien als intrazelluläre Symbionten.
Diese Symbiose ist damit das erste Beispiel für eine solche Verbindung bei freilebenden Kinetoplastiden.
Samriti Midha und Kollegen berichteten im Jahr 2018 über ein von ihnen Candidatus Bodocaedibacter vickermanii genanntes endosymbiotisches Bakterium bei B. saltans. Im Unterschied zu den früher bekannt gewordenen Endosymbionten der parasitischen Kinetoplastiden gehört Ca. Bc. vickermanii jedoch nicht den β-Proteobacteria, sondern den α-Proteobacteria an.
Eine phylogenetische Analyse zeigte, dass dieser Endosymbiont innerhalb dieser Gruppe zu den Holosporales gehört, einer heute von den Rickettsiales abgetrennten Ordnung der α-Proteobacteria, die am engsten mit anderen α-proteobakteriellen Endosymbionten von Wimpertierchen und Amöben verwandt ist (Klade der Paracaedibacter-ähnlichen Bakterien). Dies legt nahe, dass sich derartige Endosymbiosen schon sehr früh in der Evolution der Eukaryoten etabliert haben.
Mittels Fluoreszenz-in-situ-Hybridisierung (Epifluoreszenzmikroskopie) und Serienschnitt-Rasterelektronenmikroskopie (englisch serial block-face scanning electron microscopy, SBF-SEM oder kurz SBEM) konnten die Autoren zeigen, dass der Endosymbiont in der Nähe der Kernmembran angesiedelt ist.
Sein Genom besteht aus einem zirkulären Bakterienchromosom mit einer Größe von 1,39 Mbp (Megabasenpaaren) bei einem GC-Gehalt von 40,6 %.
Vergleichende Genomanalysen deuten darauf hin, dass diese Bakterien nur einen begrenzten Stoffwechsel haben und von der Ernährung des Wirtes abhängig sind.
Versuche, B. saltans durch eine Antibiotikabehandlung mit Rifampicin von seinen Endosymbionten zu befreien führten tatsächlich zu einem schnellen Zelltod des Wirts, was die Abhängigkeit des Wirts von seinem bakteriellen Endosymbionten aufzeigt.
- FISH-Visualisierung von Ca. Bc. vickermanii in B. saltans
- TEM-Aufnahmen von Ca. Bc. vickermanii in B. saltans
- Serienschnitt-REM-Darstellung von Ca. Bc. vickermanii in B. saltans

## Viren
B. saltans wird, wie auch einige andre Spezies der Gattung Bodo, von einem Virus befallen, dem Bodo-saltans-Virus (BsV, Theiavirus salishense). Dieses ist möglicherweise das am häufigsten vorkommende Riesenvirus in den Ozeanen.
Die verschiedenen Stämme von BsV sind hochspezifisch und können jeweils nur bestimmte Stämme dieser Spezies infizieren. Der BsV-Stamm NG1 (BsV-NG1) infiziert den Stamm Bodo saltans NG (CCCM6296), aber nicht HFCC12.
BsV ist Mitglied der Familie Mimiviridae (im Phylum Nucleocytoviricota, NCLDV) und gehört innerhalb dieser Familie zur Unterfamilie Klosneuvirinae.